# Cipelang (Cijeruk)
Cipelang is een bestuurslaag in het regentschap Bogor van de provincie West-Java, Indonesië. Cipelang telt 10.655 inwoners (volkstelling 2010).